# バーバラ・ヘップワース

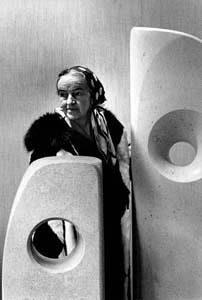
バーバラ・ヘップワース

デイム・バーバラ・ヘップワース（Dame Barbara Hepworth, DBE、1903年1月10日 - 1975年5月20日）は、イギリスの芸術家・彫刻家。第二次世界大戦中、ベン・ニコルソンやナウム・ガボのような芸術家とともに、セント・アイヴズに住む芸術家のコミュニティで主導的な役割を果たした。

## 人物・来歴

### 子ども時代と教育
ジョスリン・バーバラ・ヘップワースは、ハーバートとガートルードのヘップワース夫妻の長子として1903年1月10日にイギリスのウェスト・ヨークシャー州ウェイクフィールドで生まれた。父は土木技師で、1921年にウェスト・ライディング・カウンティのサーベイヤーになった上昇志向のある家族であり、家長であった父は娘が十分生来の才能を生かせるようにしようと決めた。バーバラはウェイクフィールド女子高等学校に通った後、1920年から奨学金を得てリーズ美術学校で学んだ。ここで同窓のヘンリー・ムーアと会った。友人となったふたりの間には仕事上の友好的なライバル関係ができ、これは長年にわたり続くことになった。両人の作風である穴のあいた彫刻は、ヘップワースのほうが最初に作った。両人はモダニズム彫刻の先端を行く芸術家となる。
ヘップワースは男社会に生きる女性としての自覚を常に持っていた。ヘップワースはカウンティの奨学金を得て1921年からロンドンのロイヤル・カレッジ・オブ・アートで学び、1924年に学位を得た。 

### 若き芸術家
ロイヤル・カレッジ・オブ・アートで学んだ後、ヘップワースは1924年からウェスト・ライディングの留学奨学金でイタリアのフィレンツェに旅した。ヘップワースはローマ賞の次点候補にもなったが、優勝は彫刻家のジョン・スキーピングであった。シエナとローマをともに旅した後、ヘップワースは1925年5月13日にフィレンツェでスキーピングと結婚した。イタリアでは、ヘップワースは熟練した彫刻家であるジョヴァンニ・アルディーニに師事し、大理石彫刻を学んだ。ヘップワースとスキーピングは1926年にロンドンに戻り、自分のフラットで共同個展を開いた。息子のポールが1929年、ロンドンで生まれた。
ヘップワースの初期の作品はヨーロッパ大陸の芸術運動や抽象化から強い影響を受けているものであった。1933年にヘップワースはベン・ニコルソンとフランス旅行をし、ジャン・アルプ、パブロ・ピカソ、コンスタンティン・ブランクーシのスタジオを訪問した。ヘップワースはのちにパリに基盤を持つ芸術運動である「アブストラクション・クレアシオン」(Abstraction-Création) にかかわるようになった。1933年にヘップワースはニコルソン、ポール・ナッシュ、批評家のハーバート・リード、建築家のウェルズ・コーツと「ユニット・ワン」芸術運動の共同創始者となった。この運動はブリテンの芸術において抽象化とシュールレアリズムを結合させようとするものであった。
ヘップワースは英国の人々に大陸の芸術家のことを伝える活動も行った。1937年、ヘップワースは構成主義の芸術家に関する300頁もある著書で、ニコルソン、ナウム・ガボ、レスリー・マーティンが編集してロンドンで刊行されることになった Circle: An International Survey of Constructivist Art のレイアウトデザインを手がけた。
ヘップワースは北ロンドンのハムステッド登記所で1938年11月17日にベン・ニコルソンと結婚した。ニコルソンはその前に妻のウィニフレッド・ニコルソンと離婚していた。1934年にヘップワースとニコルソンの間にレイチェル、サラ、サイモンの三つ子が生まれた。レイチェルとサイモンも長じてから芸術家になった。夫妻は1951年に離婚した。

### セント・アイヴズ
ヘップワース、ニコルソン、子どもたちは1939年、第二次世界大戦勃発の際にはじめてコーンウォールを訪れた。
ヘップワースは1949年から1975年に亡くなるまでセント・アイヴズのトレウィン・スタジオに住んだ。ヘップワースはこのスタジオが「魔法のような」場所だったと述べている。セント・アイヴズは戦時中、多数の芸術家の疎開場所になった。1949年2月8日、ヘップワースとニコルソンはキャッスル・インでペンウィズ芸術協会を共同創設し、ピーター・ラニヨンやバーナード・リーチを含む19名の芸術家が創設メンバーとして参加した。
ヘップワースは巧みなドローイング家でもあった。娘のサラが1944年に入院すると、ヘップワースは外科医のノーマン・カブナーと非常に親しくなった。カプナーの招きで外科手術を見学したヘップワースは、1947年から1949年の間にチョーク、インク、えんぴつで80枚近い手術室のドローイングを残している。ヘップワースは外科医と芸術家の共通点に魅せられていた。
1950年、ヘップワースの作品がマシュー・スミスやジョン・コンスタブルの作品とともに第25回ヴェネツィア・ビエンナーレのブリティッシュ・パヴィリオンで展示された。この1950年のビエンナーレを最後に、現代英国の芸術家が過去の芸術家と一緒に展示されることはなくなった。
この時期にヘップワースは石や木だけを使うのではなく、ブロンズを使うことをはじめた。ヘップワースは自分が作った大きなブロンズ彫刻を見るためによくセント・アイヴズの自宅庭園を使ったが、この庭は友人である作曲家のプリオー・レニエと一緒にデザインしたものであった。

### 息子ポールの死
1953年2月13日、イギリス空軍の軍人であった長男のポールが飛行機事故のためタイ王国で死亡した。ポールを記念するための作品「聖母子」（Madonna and Child）がセント・アイヴズ教区協会にたてられた。
息子の死で追い詰められていたこともあり、ヘップワースは1954年8月に親友のマーガレット・ガーディナーとギリシャに旅立った。アテネ、デルフィ、エーゲ海諸島の多数の島々を巡った。
同月にヘップワースがギリシャからセント・アイヴズに戻ってきた時、ガーディナーが大量のナイジェリアグアレアの硬材を送っていたことがわかった。ヘップワースは幹を一本受け取っていただけだったが、ナイジェリアからティルベリーの港まで発送した木材が17トンにもなることに気付いた。1954年から1956年にかけて、ヘップワースはグアレアの木から6つの彫刻を彫り、その多くが「コリントス」（"Corinthos", 1954）や「曲面（デルフィ）」（"Curved Form (Delphi)", 1955）のようにギリシャ旅行からヒントを得たものであった。

### 晩年
1960年、ヘップワースはトレウィン・スタジオの通りの向かい側にある映画・ダンスのスタジオであるパレ・ド・ダンスを購入し、スタジオ面積を大きく増やした。新しいスペースを用いて大型の作品を作るようになった。
ヘップワースは晩年、リトグラフを用いた実験も行った。カーウェン・ギャラリーとディレクターのスタンリー・ジョーンズと組んで、1969年に1作、1971年にもう1作、2種類のリトグラフ作品集を作った。後者は「エーゲ海作品集」（"The Aegean Suite", 1971）というタイトルで、これも1954年にマーガレット・ガーディナーとギリシャを旅した経験から作られたものである。ヘップワースはロンドンのモールバラ・ファイン・アートと「対抗」（"Opposing Forms", 1970）というリトグラフのセットも作成した。
バーバラ・ヘップワースは、1975年5月20日、トレウィン・スタジオの失火のため亡くなった。72歳没。

## 常設展示
- テート・モダン（ロンドン）

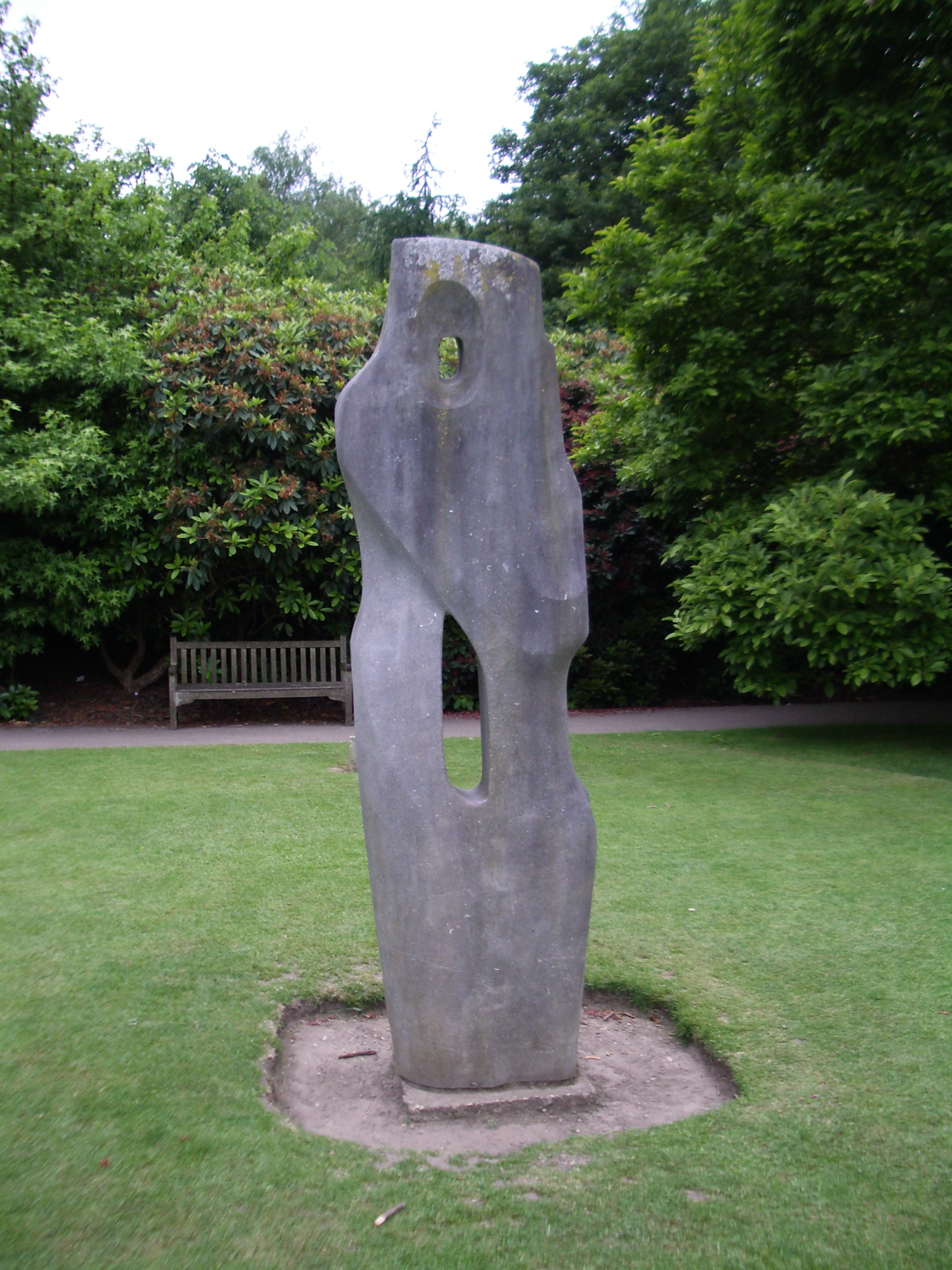
ケンウッド・ハウスにある "Monolyth-Empyrean" (1953)

- テート・セント・アイヴス（イギリス西南部コーンウォール）
- ケンウッド・ハウス（ロンドン）
- サウサンプトン大学（ハンプシャー）
- 国際連合本部ビル（ニューヨーク）
- 箱根 彫刻の森美術館（神奈川県）
- 和歌山県立近代美術館（和歌山県）